# Hyalyris apulia
Hyalyris apulia är en fjärilsart som beskrevs av Gustav Weymer 1890. Hyalyris apulia ingår i släktet Hyalyris och familjen praktfjärilar. Inga underarter finns listade i Catalogue of Life.